# Zespół odwracalnej tylnej encefalopatii
Zespół odwracalnej tylnej encefalopatii (lub leukoencefalopatii, stosowany jest także skrótowiec PRES od ang. posterior reversible encephalopathy syndrome) – zespół chorobowy objawiający się głównie objawami neurologicznymi oraz zwiększonym ciśnieniem tętniczym z towarzyszącymi zmianami widocznymi w badaniach obrazowych mózgu. Został opisany po raz pierwszy przez Hincheya i in. w roku 1996.

## Etiologia i patogeneza
Stany, które zostały powiązane z zespołem odwracalnej tylnej encefalopatii:
- nadciśnienie tętnicze (przełom nadciśnieniowy i encefalopatia nadciśnieniowa, najczęstsza przyczyna[9])
- choroby autoimmunologiczne (np. porfiria, zakrzepowa plamica małopłytkowa, guzkowe zapalenie tętnic)[10][11]
- choroby nerek[8][10][12]
- rzucawka i stan przedrzucawkowy[10][13]
- zakażenia i sepsa
- choroba nowotworowa[14]
- chemioterapia[5][15]
- przyjmowanie leków immunosupresyjnych lub innych środków chemicznych (np. metamfetaminy)[5][15][16]

Patogeneza zespołu odwracalnej tylnej encefalopatii nie została w pełni wyjaśniona. Pod uwagę brane są dwie główne hipotezy opisujące patogenezę tej choroby:
- hipoteza pierwsza zakłada, że nagły wzrost ciśnienia tętniczego prowadzi do zwiększonej perfuzji w obrębie mózgowia, co prowadzi do obrzęku naczyniowego[2][3]. Przemawia za nią to, że u większości pacjentów występuje zwiększone ciśnienie tętnicze, a część potyliczna mózgowia (w której najczęściej występują zmiany) jest na jego działanie najbardziej narażona, natomiast podaje ją w wątpliwość to, że u około 30% chorych nie pojawia się nadciśnienie tętnicze[2][3].
- hipoteza druga zakłada, że przyczyną powstawania zmian są krążące we krwi toksyny, zarówno egzogenne, jak i endogenne, które wywołują zaburzenia w funkcjonowaniu śródbłonka[2]. Za nią przemawia częste występowanie choroby u pacjentów z sepsą, rzucawką lub przyjmujących chemioterapię albo leki immunosupresyjne[2].

## Objawy i przebieg
Początek choroby może być ostry lub podostry. Objawy neurologiczne zazwyczaj występują razem z nadciśnieniem tętniczym. Najczęstszym objawem jest encefalopatia, która objawia się ilościowymi oraz jakościowymi zaburzeniami świadomości. U około 70% pacjentów pojawiają się drgawki, które w 3–13% przechodzą w zagrażający życiu stan padaczkowy. W wyniku zajęcia płatów potylicznych występują zaburzenia widzenia (np. zamazane widzenie, ślepota korowa i połowiczna). W 5–15% przypadków choroby występują objawy ogniskowe. Inne objawy choroby obejmują nudności, wymioty i ból głowy. Może wystąpić zespół móżdżkowy i porażenie połowicze, a zaburzenia świadomości mogą przejść w śpiączkę. W 6–19% przypadków dochodzi do transformacji krwotocznej, czasami także do wgłobienia mózgu. Opisano zajęcie przez proces chorobowy rdzenia kręgowego i występowanie objawów z tym związanych (do określania tej postaci choroby zaproponowano skrótowiec PRES-SCI).

### Badania obrazowe

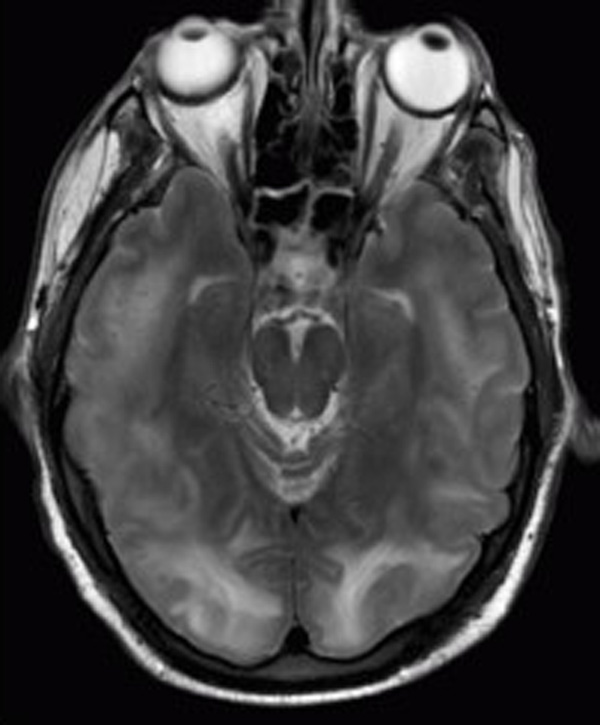
Obraz MRI w sekwencji T_{2} mózgu pacjenta z zespołem odwracalnej tylnej encefalopatii, widoczne hiperintensywne zmiany w płatach potylicznych

Tomografia komputerowa ukazuje obrzęk naczyniowy występujący głównie w podkorowej istocie białej płatów potylicznych i skroniowych (choć może występować także w innych częściach mózgowia, takich jak głębiej położonej istocie białej, jądrach podstawnych, ciele modzelowatym czy pniu mózgu), czasami symetryczny. Gdy dojdzie do uszkodzenia bariery krew-mózg, zmiany wzmacniają się po podaniu kontrastu gadolinowego. W MRI widoczne są hiperintensywne w sekwencjach T2 i FLAIR zmiany, a obrazy w sekwencji DWI lub ADC czasami mogą pokazywać ograniczenie dyfuzji w obrębie tych zmian. W angiografii widoczne jest obkurczenie naczyń mózgowych.

### Badania pomocnicze
Badanie krwi może wykazać:
- podwyższenie aktywności AST i ALT
- hipomagnezemię[17][29]
- zwiększenie stężenia albumin
- zmniejszenie stężenia kreatyniny.

## Rozpoznanie
Nie ustalono kryteriów diagnostycznych dla zespołu odwracalnej tylnej encefalopatii, który jest trudną do rozpoznania jednostką chorobową. Diagnostyka jest głównie różnicowa. Najważniejszą jednostką chorobową, z jaką należy różnicować PRES, jest zespół odwracalnej mózgowej wazokonstrykcji (ang. reversible cerebral vasoconstriction syndrome), a także inne, jak udar niedokrwienny mózgu, choroba Creutzfeldta-Jakoba, autoimmunologiczne zapalenie mózgu, postępująca leukoencefalopatia wieloogniskowa, obrzęk mózgu oraz encefalopatie o innej etiologii, zakrzepica żył mózgowych oraz glejakowatość mózgu.

## Leczenie
Nie opracowano leczenia przyczynowego, więc możliwe jest jedynie leczenie objawowe. Jego najważniejszym elementem jest obniżenie ciśnienia tętniczego i zapobieganie jego zmianom przez ciągłe podawanie leków przeciwnadciśnieniowych. Jeśli jest to możliwe, powinno się wyeliminować czynnik, który wywołał chorobę (np. leki przeciwnowotworowe). W przypadku konieczności należy zastosować leki przeciwpadaczkowe oraz rozpocząć wentylację mechaniczną. Można wykorzystać także antagonisty wapnia, jeśli wystąpił skurcz naczyń mózgowych.

## Rokowanie
Śmiertelność zespołu odwracalnej tylnej encefalopatii wynosi około 5–15%. Powikłaniami PRES są m.in. padaczka wymagająca leczenia przeciwpadaczkowego i zaburzenia ruchowe. U około 36% pacjentów choroba pozostawia znaczne zmiany w funkcjonowaniu układu nerwowego, choć jej przebieg jest zazwyczaj łagodny. Współistniejąca cukrzyca, krwotok śródczaszkowy oraz zajęcie przez proces chorobowy ciała modzelowatego rokują niekorzystnie. Choroba może występować w sposób nawrotowy.